# Bion (opéra-comique)
Pour les articles homonymes, voir Bion.

Méhul - Bion - page de titre de la partition, Paris 1800.

Bion est un opéra-comique français en un acte et en vers, musique d’Étienne Nicolas Méhul, livret de François Benoît Hoffmann d'après Les Voyages d'Anténor d’Étienne-François de Lantier, créé le 27 décembre 1800 au théâtre de l'Opéra-Comique.

## Argument
Agénor (ténor), jeune Athénien, voyant que Bion (ténor) est amoureux de Nisa (soprano), trouve plaisant de la lui enlever. Bion, à qui ce projet, n'échappe pas, mystifie d'abord Agénor, et finit par l'unir à celle dont il est aimé.

## Source partielle
- Pierre Larousse, Grand Dictionnaire universel du XIXe siècle.